# Hidroxilación de Milas
La hidroxilación de Milas es una reacción orgánica en donde se convierte un alqueno en un diol vecinal cis. Fue desarrollado por el químico N. A. Milas en los años 1930s.  El diol cis se forma por la reacción del alqueno con peróxido de hidrógeno y luz ultravioleta o cantidades catalíticas de óxidos de metales de transición, tales como osmio, vanadio o cromo.
La reacción ha sido superada por otros métodos más modernos, como la hidroxilación de Upjohn y la dihidroxilación asimétrica de Sharpless.